# Robert Plant
Robert Anthony Plant (West Bromwich, 20 agosto 1948) è un cantautore, musicista e compositore britannico.
Nel 1968, contattato da Jimmy Page, entrò a far parte dei Led Zeppelin nel ruolo di voce solista e autore, contribuendo in modo determinante alla nascita dell'hard rock, genere del quale il gruppo è comunemente ritenuto iniziatore. Nei Led Zeppelin Plant militò stabilmente, così come gli altri tre componenti la band, fino al loro scioglimento, sancito nel 1980 dalla morte del batterista John Bonham.
Dal 1982 si è dedicato con alterne fortune alla carriera da solista, riprendendo e ampliando molti dei temi costituenti la complessa alchimia musicale dei Led Zeppelin come il blues, il folk, la musica mediorentale e le tematiche mitologiche, in particolar modo quelle celtiche.
L'eclettismo delle sue influenze musicali, le pose sfrontate che assumeva sul palco e soprattutto il suo timbro vocale estremo, del tutto inedito per l'epoca e capace di assumere sfumature assai delicate o livelli di inaudita aggressività, ne hanno fatto un modello per i cantanti hard rock e heavy metal affermatisi dopo di lui; esempi piuttosto evidenti sono fra gli altri, Steven Tyler degli Aerosmith, Bon Scott degli AC/DC, Axl Rose dei Guns N' Roses, Freddie Mercury dei Queen, David Lee Roth dei Van Halen, Paul Stanley dei Kiss, Sammy Hagar dei Montrose, Rob Halford dei Judas Priest, Jack Russell dei Great White, Geddy Lee dei Rush, David Coverdale degli Whitesnake e Jeff Keith dei Tesla.
Il 20 aprile 1992 prese parte al Freddie Mercury Tribute, eseguendo Crazy Little Thing Called Love e Innuendo, quest'ultima esclusa sia dal VHS che dal DVD dell'evento su richiesta dello stesso Plant, il quale giudicò il livello della propria performance scarso a causa di condizioni di salute non ottimali.
È stato collocato al 15º posto nella lista dei 100 migliori cantanti secondo Rolling Stone; nel 2009 è stato votato dagli ascoltatori di Planet Radio e dai lettori della rivista NME come Greatest voice in Rock. Identico responso ha dato il sondaggio condotto nel 2011 tra i lettori internazionali di Rolling Stone: per il pubblico, Robert Plant è Il più grande cantante solista di tutti i tempi.

## Biografia

### L'adolescenza e la formazione musicale
Plant nasce a West Bromwich, nel West Midlands, il 20 agosto 1948, figlio di Robert C. Plant, un ingegnere civile, veterano della Royal Air Force durante la seconda guerra mondiale, e di Annie Celia Cain, una donna di etnia romanichals. Il piccolo Robert crebbe ad Halesowen, nel Worcestershire (attualmente parte della conurbazione di Dudley, nel metropolitan borough di Birmingham), dove frequentò la scuola elementare King Edward VI.
Ebbe un regolare curriculum scolastico fino alla prima adolescenza, quando rimase letteralmente folgorato dalla scoperta del blues e del rock and roll, generi a cui attinse avidamente sviluppando una devozione per Elvis Presley. La famiglia non approvava il fatto che Robert coltivasse così intensamente la sua passione per la musica, ma inizialmente non mosse particolari obiezioni; all'età di quindici anni suo padre, ingegnere, lo accompagnava spesso (seppur di malavoglia) al Seven Stars Blues Club di Stourbridge dove il figlio si esibiva con la Delta Blues Band e i Sounds of Blue, proponendo riletture di Muddy Waters e altri grandi classici del blues. La situazione si fece tesa l'anno dopo quando comunicò alla sua famiglia di voler abbandonare il tirocinio avviato solo due settimane prima presso uno studio contabile per inserirsi a tempo pieno nella scena blues delle Midlands.
Lasciata la famiglia a soli diciassette anni, Robert incrementò considerevolmente la sua attività militando in un gran numero di gruppi di Birmingham tra cui i New Memphis Bluesbreakers e i Black Snake Moan (in onore del vecchio classico di Blind Lemon Jefferson) e consolidò le sue radici blues approfondendo la conoscenza del repertorio del grande Robert Johnson e di Willie Dixon Bukka White, Skip James, Jerry Miller e Sleepy John Estes; contemporaneamente iniziò a svolgere diversi lavori per mantenersi, tra cui spargere asfalto sulle strade come operaio della George Wimpey Limited. Durante la sua militanza nei The Crawling King Snakes, nel 1965, ebbe modo di stringere amicizia con un tanto gioviale quanto poderoso batterista suo coetaneo, John Bonham. Il legame con Bonham si rivelerà destinato a durare per ragioni di affinità tanto musicale quanto umana.
Oltre all'esperienza nei Crawling King Snakes, Robert e John si ritrovarono assieme nella Band of Joy nel 1967, fondendo il loro amore per il blues con le nuove vibrazioni psichedeliche provenienti dalla West Coast californiana.
La turbinosa serie di collaborazioni intraprese da Robert ebbe i primi sbocchi nel 1966, quando incise per la CBS il suo primo 45 giri come cantante del trio soul Listen, una cover di You Better Run degli Young Rascals che vedeva sul lato B un brano che lo vide coautore, Everybody's Gonna Say.
Tra la fine del 1966 e il 1967 la CBS pubblicò, questa volta a suo unico nome, altri due 45 giri, Our Song/Laughin', Cryin', Laughin' e Long Time Coming/I've Got A Secret. Our Song è una cover della canzone La musica è finita originariamente interpretata da Ornella Vanoni. 
Nonostante nessuno dei 45 giri dati alle stampe avesse riscosso il successo sperato, nell'ambiente musicale inglese il nome di Robert Plant iniziò a circolare e la reputazione della sua formidabile voce crebbe rapidamente; fu così che per un breve periodo Plant formò addirittura un duo con Alexis Korner, il primo bluesman inglese assieme a Cyril Davies. I due effettuarono diverse registrazioni assieme: l'unica pervenuta ad oggi è la facciata A di un 45 giri, un blues intitolato Operator.
In quel periodo Plant iniziò anche a cantare in un gruppo chiamato Hobbstweedle, formazione folk rock che combinava elementi blues, psichedelici e tematiche connesse a Il Signore degli Anelli di Tolkien, opera di cui era grande appassionato.

### Led Zeppelin

#### I primi anni
Nella prima metà del 1968 il chitarrista Jimmy Page era alla ricerca di una voce adeguata al sound che aveva in mente per il suo nuovo gruppo; il nome di Plant gli venne fatto dal cantante Terry Reid, inizialmente contattato da Page allo scopo, il quale gli parlò dell'impressionante carisma di questo cantante dalla voce blues ed estrema che aveva visto esibirsi in un locale di Birmingham assieme agli Hobbstweedle.
Recatosi a Birmingham, Page ebbe modo di assistere alla performance di Plant e ne rimase assai impressionato: 
(Jimmy Page)
Alla fine dell'esibizione Page avvicinò Plant e gli propose di raggiungerlo per qualche giorno nella sua abitazione galleggiante di Pangbourne, a Londra, per discutere di un progetto musicale completamente nuovo.
I due passarono diversi giorni ascoltando pile di vecchi dischi blues e folk e confrontandosi senza sosta sul nuovo suono e sul nuovo impatto che il rock avrebbe dovuto avere negli anni settanta; le idee vennero messe in gioco da entrambi senza riserve e fu subito evidente che nel gruppo che stava nascendo vi era un'alchimia che andava molto al di là di una semplice visione comune delle cose.
Fu l'inizio di una fruttuosa ed epocale collaborazione.
Per quanto riguarda l'album di esordio, dal titolo omonimo, Plant non comparve affatto nei credits per via del contratto che all'epoca lo vedeva ancora vincolato alla CBS; il suo contributo è comunque da ritenersi assodato, anche per alcune auto-citazioni inserite nei testi dell'album.
Nello stesso periodo la vita privata di Plant conobbe due momenti significativi; la nascita della figlia Carmen Jane, il 21 ottobre 1968, giusto in quei giorni erano in corso le sessioni di registrazione di Led Zeppelin I e il matrimonio con la sua compagna di origine indiana Maureen Wilson, avvenuto a pochi giorni dalla nascita della loro bambina, il 9 novembre 1968.

#### Gli anni della maturità
Il clamoroso successo di vendite e pubblico immediatamente riscosso dai Led Zeppelin segnò un altrettanto clamoroso punto di svolta nella vita di Plant, il quale si trovò sbalzato da un giorno all'altro in un universo on the road fatto di vita sregolata, folle oceaniche acclamanti, orge con le groupie, lussuose camere d'albergo completamente devastate ed eccessi di ogni tipo; il ruvido cantante blues della tranquilla provincia londinese, forte della sua voce estrema promanante una selvaggia sessualità, impiegò un attimo ad adeguarvisi divenendo un sex-symbol senza precedenti, dalle pose e dagli atteggiamenti sfrontati al limite dell'osceno, vestito con abiti attillati e lustrini e dotato di una lunghissima criniera di riccioli biondi.

Il simbolo scelto da Robert Plant per il disco Led Zeppelin IV del 1971.

Gli impegni col gruppo condizionarono costantemente la vita familiare di Plant, il quale ammetterà a più riprese il suo rammarico per non essere stato un padre presente come avrebbe voluto. Ad ogni modo, questo non impedì a lui e a Maureen di avere un altro figlio, Karac Pendragon, nato il 22 aprile 1971 e così chiamato in derivazione dal nome del guerriero gallese Caratacus.
La prima battuta d'arresto nella vita di Robert Plant si ebbe nel 1974, quando fu costretto a subire un'operazione alle corde vocali per via di alcuni noduli.
L'intervento ebbe delle severe ripercussioni sul suo timbro vocale, riscontrabili già dalla pur eccellente prova del cantante nel disco Physical Graffiti, registrato subito dopo l'operazione; gli effetti si fecero tanto più evidenti con il trascorrere del tempo. Da allora la sua voce ha conosciuto un lento e inesorabile declino, immediatamente a livello di estensione e progressivamente anche a livello di timbrica.
Il 5 agosto 1975 Plant e la moglie Maureen si trovavano nell'isola di Rodi, in Grecia, in vacanza con i figli Carmen e Karac e con la piccola Scarlet, figlia di Jimmy Page, quando furono coinvolti in un devastante incidente automobilistico.

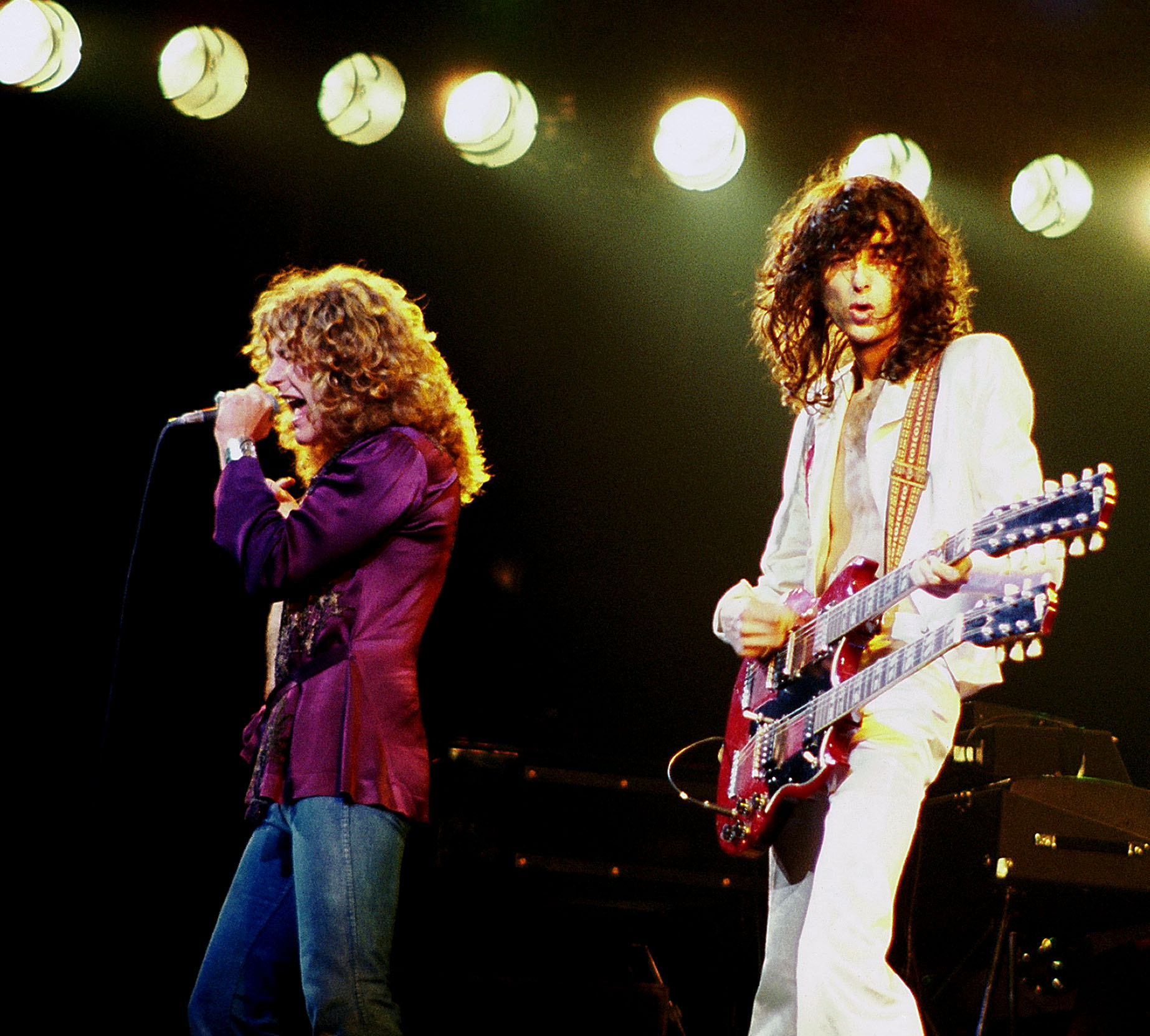
Robert Plant e Jimmy Page in una delle date del tour del 1977.

Pur non versando in condizioni disperate come invece accadde per la moglie Maureen, Plant riportò comunque conseguenze fisiche estremamente serie tra cui la frattura del bacino; il che condizionò radicalmente i programmi dei Led Zeppelin per tutto l'anno successivo all'incidente, portando alla cancellazione dell'intero tour mondiale pianificato a partire dal 23 agosto di quell'anno e inducendo Page a mettere in cantiere la registrazione di un nuovo album di studio, Presence.
La convalescenza e la riabilitazione di Plant, costretto sulla sedia a rotelle, costrinsero il gruppo a ritardare anche l'inizio del tour per il nuovo disco, le cui vendite risultarono condizionate dall'assenza di promozione dal vivo oltre che dalla generale debolezza delle nuove composizioni; il che costrinse il gruppo a saturare il mercato con l'uscita del celeberrimo e discusso disco dal vivo The Song Remains The Same.
Il tanto rinviato tour venne pianificato in 72 tappe e iniziò con l'esibizione del 1º aprile 1977 a Dallas; le prime date della tournée, che avrebbe dovuto iniziare il 27 febbraio a Fort Worth in Texas, furono rinviate per via di una laringite di Plant che costrinse a far slittare in avanti il tutto.
La caparbia volontà di Plant, così come di tutto il gruppo, di riappropriarsi delle sue antiche glorie ricevette il colpo di grazia il 26 luglio 1977, con la morte misteriosa del piccolo Karac, riconducibili a quanto sembra a una non meglio precisata infezione.
Plant, che quel giorno si trovava con il gruppo a New Orleans per una delle date del tour in corso, rimase sconvolto e attonito dalla perdita; la tournée venne cancellata e il cantante si chiuse in sé stesso, meditando un definitivo ritiro dalle scene.
Le sorti del gruppo rimasero in sospeso fino al maggio dell'anno successivo, quando i componenti si riunirono nel castello di Clearwell, nella Foresta di Dean, per decidere il da farsi.
Vennero pianificate delle nuove registrazioni, che ebbero luogo ai Polar Studios di Stoccolma nell'autunno/inverno del 1978, e un nuovo tour; la sfortunata serie di eventi che funestarono la vita del cantante, ad ogni modo, segnarono pesantemente anche il gruppo e il suo percorso musicale.
Plant, al proposito, ebbe a dire in un'intervista: 
(Robert Plant)
Il 21 gennaio 1979 Robert e Maureen diedero alla luce un altro figlio, Logan Romero; pochi mesi dopo, il 25 settembre 1980, l'esperienza dei Led Zeppelin si concluse definitivamente a seguito della morte del batterista John Bonham.

### Carriera solista
Robert Plant è l'unico dei membri dei Led Zeppelin ad aver coltivato con continuità una propria carriera solista dopo lo scioglimento, seppur con alterne fortune presso il pubblico.
Il suo album d'esordio in tal senso è stato Pictures at Eleven, pubblicato nel 1982, seguito l'anno dopo da The Principle of Moments.
Tra i brani di maggior rilievo del periodo possono citarsi Big Log, entrato nella top 20 nel 1983, In the Mood del 1984, Little by Little (in Shaken 'n' Stirred, 1985), Tall Cool One (la quale raggiunse il 25º posto in classifica nel 1988) e I Believe, brano dedicato allo scomparso figlioletto Karac e incluso nell'album Fate of Nations del 1993.
Nel 1984 Plant si interessò alla creazione di un supergruppo chiamato The Honeydrippers che vide nella formazione, tra gli altri, anche Jimmy Page e Jeff Beck; a loro nome venne pubblicato un album omonimo dal quale furono estratti, come 45 giri, una rilettura di Sea of Love di Phil Phillips, la quale raggiunse un lusinghiero terzo posto in classifica, e l'originale Rockin' at Midnight. La formazione, ad ogni modo, ebbe breve durata.

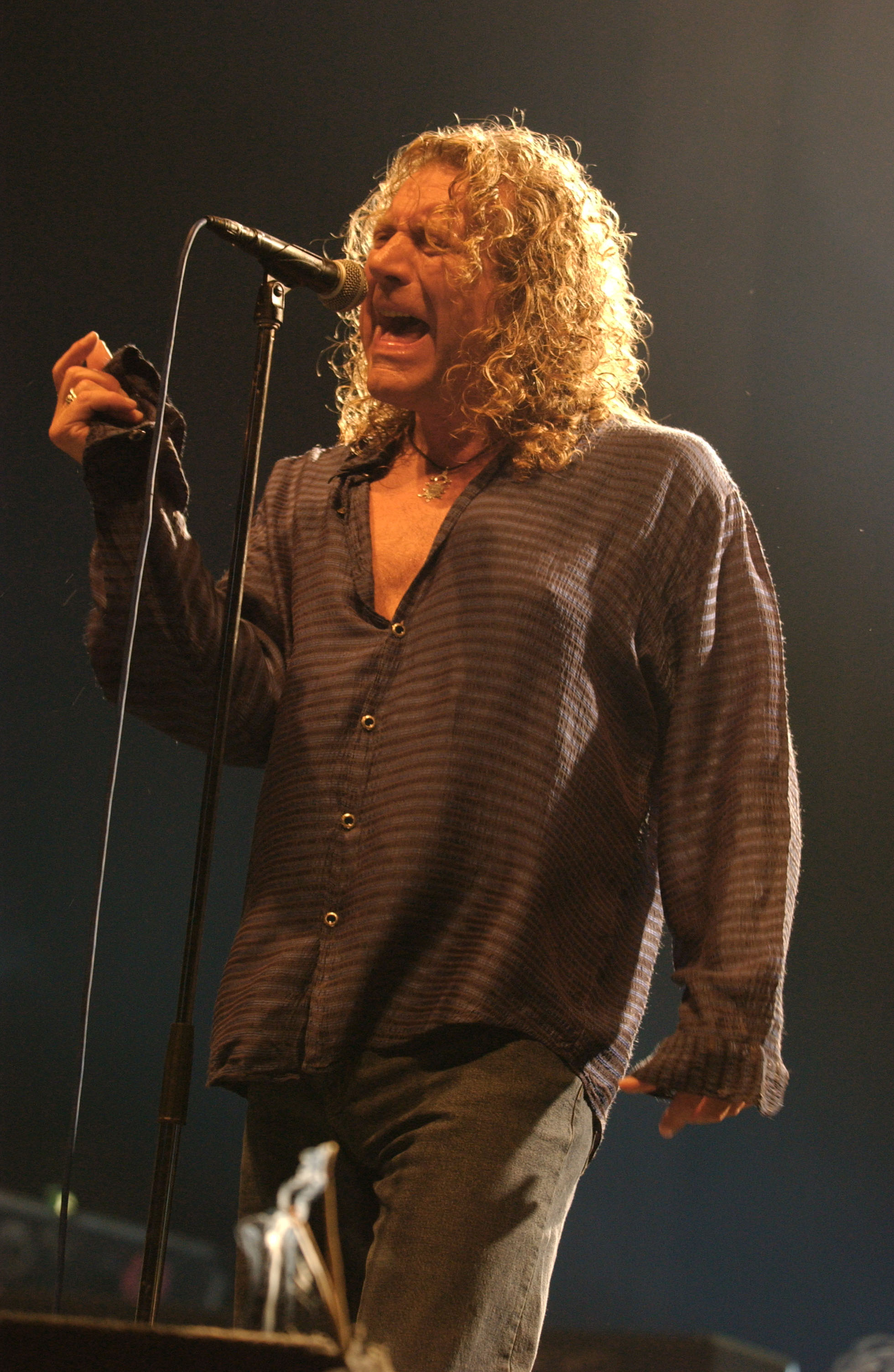
Robert Plant in concerto con gli Strange Sensation a Milano nel 2005.

Nel corso degli anni ottanta e novanta, Plant è stato coautore di tre lavori solisti con il cantautore e pianista Phil Johnstone, segnatamente Now and Zen, Manic Nirvana, e Fate of Nations (quest'ultimo con in aggiunta la collaborazione di Máire Brennan dei Clannad). Fu proprio Johnstone a convincere Plant a riproporre nel corso delle sue esibizioni dal vivo anche brani del glorioso repertorio dei Led Zeppelin; si trattò di un passo che Plant visse con estrema esitazione, non volendo portare in eterno su di sé l'etichetta di cantante dei Led Zeppelin.
Nel 2001 Plant è apparso, in veste di ospite, nell'album Volume 3: Further in Time degli Afro Celt Sound System; il brano Life Begin Again è un duetto con la cantante gallese Julie Murphy, a conferma del suo interesse verso la cultura dei suoi luoghi d'origine. Il rapporto con Julie Murphy è proseguito, nel tempo, e in seguito la cantante ha spesso aperto le sue esibizioni in veste di artista di spalla.
Nel 2002, con il supporto strumentale del gruppo di nuova formazione Strange Sensation, Plant ha registrato una serie di riproposizioni di pezzi blues e folk, pubblicate sotto il titolo di Dreamland. Il secondo album inciso da Plant con gli Strange Sensation, Mighty ReArranger (2005), è invece composto da brani nuovi e inediti; sia il primo che il secondo hanno ricevuto alcune tra le migliori recensioni della sua intera carriera da solista oltre a quattro nomination per il Grammy Award, due nel 2003 e due nel 2006.
Nell'ottobre del 2006 è stato pubblicato un DVD che documenta l'esibizione di Plant ai Soundstage Studios di Chicago del 15 settembre 2005, dal titolo Soundstage: Robert Plant and the Strange Sensation. Nel mese di novembre dello stesso anno l'intera discografia da solista di Robert Plant è stata rimasterizzata e riedita con l'aggiunta di inediti, B-side, nastri di prova e versioni dal vivo. Oltre ai singoli dischi, è stato anche commercializzato Nine Lives, un corposo box set, arricchito di un DVD, contenente l'opera omnia del cantante.
In quanto membro dei Led Zeppelin, nel 2006 Plant ha ricevuto assieme a Jimmy Page e John Paul Jones, il Grammy Lifetime Achievement Award 2005 e il Polar Music Prize 2006.
Il 23 giugno 2006 Plant, supportato dal gruppo di Ian Hunter, si è esibito come headliner a un concerto di beneficenza al Beacon Theater di New York in favore di Arthur Lee, leader dei Love in lotta contro la leucemia, al fine di raccogliere fondi per sostenere le sue spese mediche. Plant e il gruppo hanno proposto dodici brani tra cui cinque dei Love e cinque dei Led Zeppelin.
Nel 2007 Plant ha contribuito con due brani all'album tributo a Fats Domino intitolato Goin' Home: A Tribute To Fats Domino. I brani in questione sono It Keeps Rainin' con la Lil'Band O'Gold e Valley Of Tears con i The Soweto Gospel Choir.

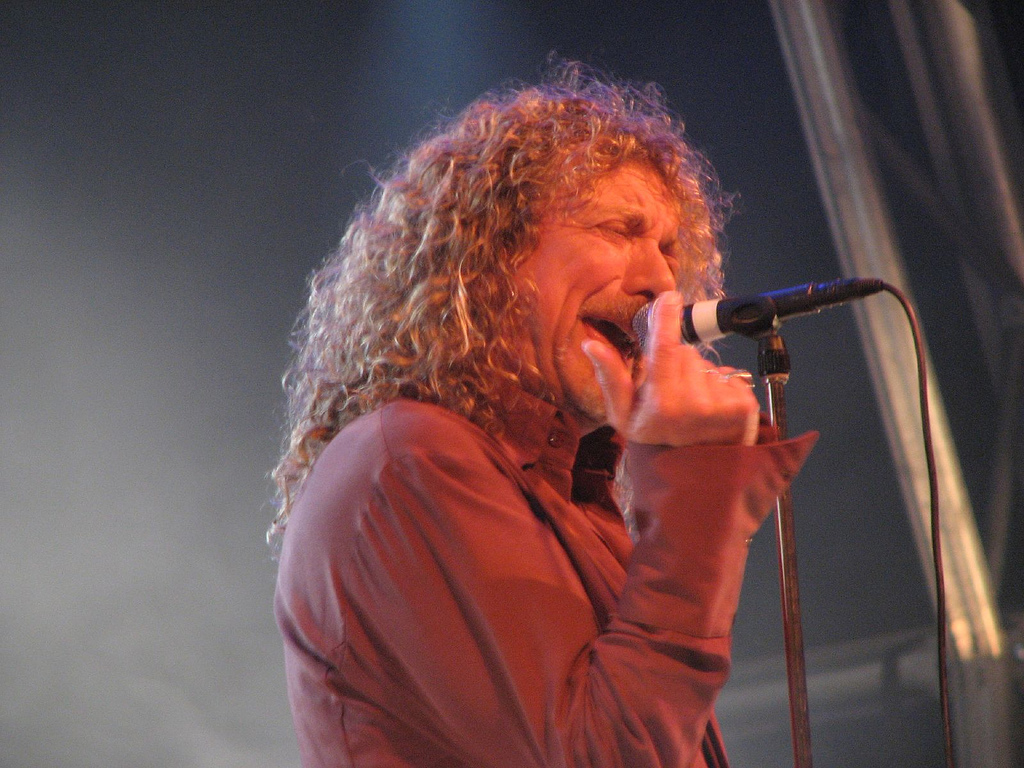
In concerto al Green Man Festival 2007.

Particolarmente significativo è stato il suo intervento a sorpresa durante l'esibizione dei Fairport Convention all'edizione 2008 del Cropredy Festival: ricorrendo nel 2008 il trentennale dalla prematura scomparsa della cantante folk-rock Sandy Denny, Plant ha voluto testimoniarle ancora una volta il suo affetto eseguendo assieme a Kristina Donahue il brano The Battle of Evermore, classico dei Led Zeppelin che nel 1971 li aveva visti affiancati in un celeberrimo duetto.
Il 31 dicembre 2008, come ogni anno, la regina Elisabetta II ha reso noto il lungo elenco delle onorificenze assegnate alle personalità di spicco del Regno Unito. Dell'elenco fa parte anche lo stesso Plant, che viene insignito del titolo di Commendatore dell'Ordine dell'Impero Britannico (CBE).

### Con Jimmy Page
Oltre alla parentesi degli Honeydrippers del 1984, di cui si è detto, la prima collaborazione organica post-zeppelin tra Robert Plant e Jimmy Page risale al primo album solista di quest'ultimo, Outrider, del 1988; nello stesso anno Page collaborò al disco di Plant Now And Zen.
Page e Plant (ri) tornarono un sodalizio a tutti gli effetti tra il 1994 e il 1998; punto di partenza fu la pubblicazione dell'MTV Unplugged intitolato Unledded: No Quarter, appunto nel 1994, e il clamoroso successo riscosso dal tour mondiale che ne venne tratto l'anno dopo.
Non ebbe la stessa fortuna l'unico album di studio che Page and Plant incisero assieme nel 1998, Walking Into Clarksdale; il sorprendente disinteresse che accompagnò l'uscita dell'album indusse Plant ad abbandonare il progetto e ritornare alla sua carriera solista.

### Con Alison Krauss

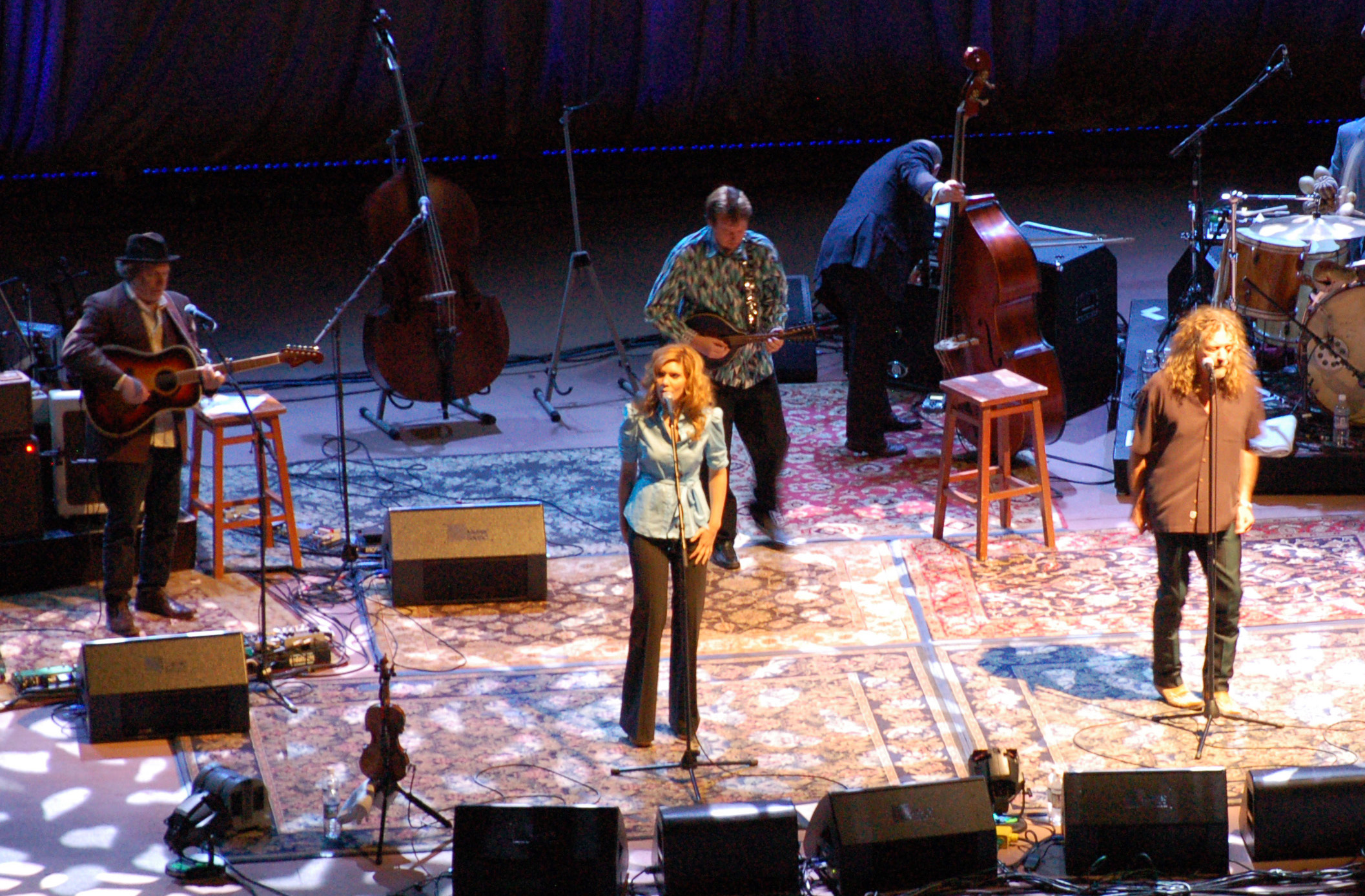
Alison Krauss e Robert Plant al Red Rocks Amphitheatre di Denver nel 2008.

A partire dal 2007 Robert Plant ha intrecciato un proficuo sodalizio artistico con l'artista bluegrass Alison Krauss.
Testimonianza iniziale di questa collaborazione è stata l'incisione dell'album Raising Sand, pubblicato il 23 ottobre 2007 dalla Rounder Records; il disco, registrato tra Nashville e Los Angeles e prodotto da T-Bone Burnett, comprende riletture di brani poco conosciuti di cantautori R&B, blues, folk e country tra i quali Mel Tillis, Townes Van Zandt, Gene Clark, Tom Waits, Doc Watson, Little Milton Campbell e gli The Everly Brothers.
Il disco ha riscosso un successo di critica e pubblico tanto clamoroso quanto inaspettato, attestandosi al 2º posto della Top 200 Billboard e al numero 1 della Billboard Top Rock Album e ricevendo il disco di platino il 4 marzo 2008; oltre a questo, il brano Gone Gone Gone (Done Moved On), ha vinto un Grammy Award per la categoria Best Pop Collaboration With Vocals, nel 2008, mentre l'8 febbraio 2009 i due artisti si sono visti insignire di ben 5 Grammy Award per le categorie Album of the Year, Best Contemporary Folk/Americana Album Record of the Year per il brano Please Read The Letter e ancora Best Pop Collaboration With Vocals per il brano Rich Woman e Best Country Collaboration With Vocals per il brano Killing The Blues. Nel luglio del 2008 l'album ha ricevuto una nomination anche per il Mercury Prize.
A partire dal mese di aprile del 2008 Robert Plant e Alison Krauss hanno intrapreso un articolato tour in Nord America ed Europa, proponendo i brani di Raising Sand e altri classici della musica folk/country americana, così come versioni riarrangiate dei classici dei Led Zeppelin.
Stando alle recenti indiscrezioni trapelate da Ken Irwin della Rounder Records, i due sarebbero al lavoro per registrare il seguito di Raising Sand.

## Le"reunion"con i Led Zeppelin
Nonostante le enormi richieste di pubblico, discografici e promoter, i Led Zeppelin continuano a costituire una delle rarissime eccezioni in tema di reunion tra le formazioni storiche che hanno decretato il loro scioglimento: dal 1980 ad oggi non si è assistito a riavvicinamenti tra i membri del gruppo, almeno non in termini di una reunion sostanziale. Nel corso dei decenni, nonostante tutto, è accaduto che i tre membri rimanenti abbiano officiato ad alcune esibizioni dal vivo sotto le insegne del Dirigibile; fermo restando, però, che si è trattato di occasioni assai particolari e rigorosamente di natura benefica, celebrativa o commemorativa.
La prima reunion ufficiale dei Led Zeppelin dopo la morte di Bonham, si tenne il 13 luglio 1985 in occasione del Live Aid, con Phil Collins e Tony Thompson alla batteria; l'esibizione fu giudicata di qualità assai discutibile anche dagli stessi membri del gruppo (il cantante stesso la definì «...probabilmente una delle peggiori performance che abbia fatto nella mia vita! »).
Solo il 14 maggio 1988 i tre membri del gruppo tornarono sul palco, in occasione di una rassegna di artisti organizzata per celebrare il 40º anniversario dalla fondazione della Atlantic Records, storica casa discografica che contribuì a catapultare nell'Olimpo della musica, oltre ai Led Zeppelin, artisti importanti come Ray Charles, Aretha Franklin e AC/DC. Per l'occasione venne scelto, quale sostituto di John Bonham, il figlio Jason.
La scelta si rivelò assai felice tanto per le comprensibili ragioni emotive del caso, quanto per quelle materiali, visto l'indiscusso talento strumentale di Jason Bonham alle percussioni; la scelta si ripeté nel 1995, quando i tre membri originali si esibirono in una mini jam-session assieme a Steven Tyler e Joe Perry in occasione dell'introduzione dei Led Zeppelin nella prestigiosa Rock and Roll Hall of Fame.
Curioso il siparietto che ebbe luogo nel 1990, in occasione del matrimonio di Jason Bonham; oltre a partecipare alla cerimonia, Robert Plant, Jimmy Page e John Paul Jones improvvisarono, a beneficio degli attoniti partecipanti, una esibizione dal vivo con lo sposo alla batteria.
Le voci più insistenti (e fondate) al riguardo di una reunion del gruppo si ebbero però nel dicembre 2007. Il 25 giugno alcune testate giornalistiche annunciarono il ritorno sulle scene del gruppo, accompagnato alla batteria ancora una volta da Jason Bonham, per un concerto in ricordo di Ahmet Ertegün, fondatore della Atlantic Records morto nel dicembre 2006. Si vociferò anche di un tour per il 2008, ma Plant smentì tutto durante una conferenza stampa tenutasi il 28 giugno e con un'intervista comparsa sul Rolling Stone Magazine.
Il 31 agosto 2007 venne di nuovo annunciato, in modo non ufficiale, che il gruppo si sarebbe riunito per un'unica data alla The O2 Arena di Londra. La stampa nazionale iniziò a promuovere il concerto la stessa mattina e gli sponsor confermarono l'evento, seppur in modo ufficioso. La notizia ufficiale del loro ritorno sulle scene musicali arrivò il 12 settembre, quando fu confermato che avrebbero tenuto un concerto in memoria di Ahmet Ertegün il 26 novembre 2007 alla The O2 Arena di Londra. In seguito a un infortunio al dito occorso a Jimmy Page, il concerto fu rinviato al 10 dicembre 2007.

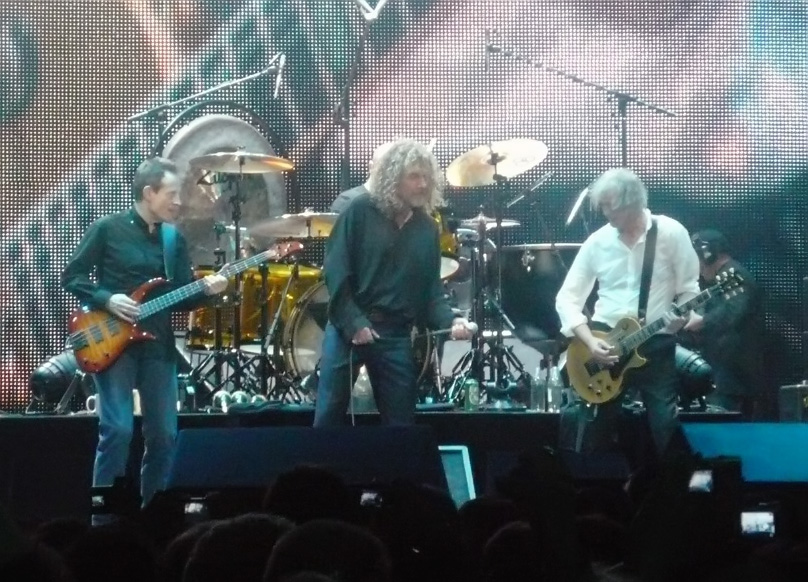
I Led Zeppelin in concerto a Londra nel 2007

La notizia della disponibilità su Internet dei biglietti generò un'ondata di richieste che i promoter definirono senza precedenti nella storia della musica. In meno di 48 ore il sito venne preso d'assalto da oltre 20 milioni di utenti, al punto che si decise di interrompere immediatamente le prenotazioni e di assegnare in base a un sorteggio nominale i 21.000 biglietti disponibili. A seguito di una simile, inaudita mole di richieste, nel 2008 la band venne insignita del Guinness dei primati per la Maggior richiesta di biglietti per una singola esibizione dal vivo.
Secondo quanto riportato dalle testimonianze del pubblico e dei giornalisti accreditati (oltre che delle innumerevoli registrazioni bootleg, sia video che audio, circolanti su internet), il concerto alla O2 Arena non deluse le aspettative e rese giustizia alla reputazione live del gruppo, pur con tutti gli inevitabili limiti dettati dal passare del tempo (gli strumenti furono accordati un tono più in basso del normale, per facilitare le parti cantate di Plant); il che inevitabilmente infiammò gli animi di fan vecchi e nuovi, desiderosi di poter assistere a un'esibizione del leggendario Dirigibile.
A dispetto del clamore e delle pressioni, però, Plant si dichiarò disinteressato all'idea, arrivando a declinare un'offerta di 200 milioni di dollari, avanzata da un promoter per intraprendere un tour con i Led Zeppelin.

## Ritorno alle origini: Band of Joy (2010)
A giugno 2010 Robert Plant annuncia un nuovo progetto accompagnato da un tour in America. Il progetto nasce dalle ceneri del suo vecchio gruppo, Band of Joy, dove oltre a Plant c'era uno altro storico componente dei Led Zeppelin, John Bonham. Plant militò nel gruppo dal 1966 al 1968. Il nuovo disco è stato realizzato con musicisti importanti come Patty Griffin, Darrell Scott, Buddy Miller, Marco Giovino e Byron House. Invece il tour di dieci date, in supporto al disco, parte il 13 luglio da Memphis e si conclude il 31 luglio a Miami.

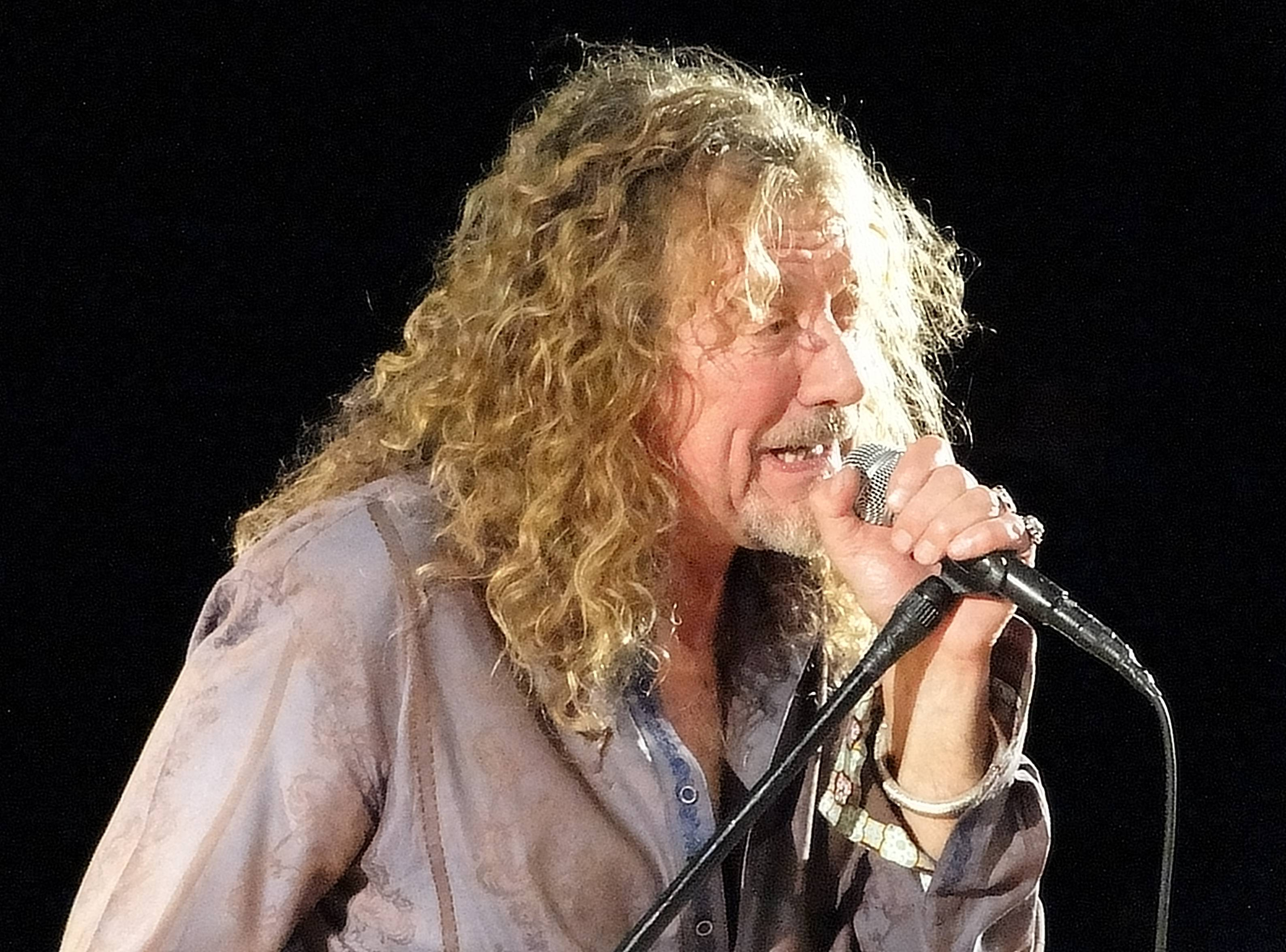
Dal vivo durante il tour con la Band of Joy del 2010.

A tre anni quindi, dalla sua ultima fatica discografica Raising Sand, Robert Plant, con i suoi 6 Grammy Award vinti, è tornato con l'album dal titolo Band of Joy, uscito il 14 settembre 2010. Si tratta della continuazione del viaggio musicale intrapreso dall'artista con l'album precedente che ha venduto 700 000 copie in Gran Bretagna, oltre 3 milioni nel mondo e che gli è valso, tra gli altri, un Grammy come miglior album dell'anno. Band of Joy è stato registrato a Nashville con un cast stellare di musicisti.
Il nuovo album di Robert Plant è coprodotto dallo stesso artista e da Buddy Miller, leggendario chitarrista di Nashville. "Buddy è parte integrante del disco e la sua personalità pervade tutti i brani. Il suo tocco magistrale richiama il rockabilly della metà degli anni cinquanta, the singing fishermen e tutto il country, il soul e l'R&B di Memphis" ha dichiarato Robert Plant.
Oltre a Miller, la Band of Joy è formata dal polistrumentista Darrell Scott al mandolino, fisarmonica, chitarra pedal e lap steel e banjo; dalla cantautrice country Patty Griffin, la quale accompagna con la sua voce le parti vocali di Plant; dal bassista Byron House e dal percussionista Marco Giovino.
Band of Joy contiene anche nuove interpretazioni di brani di vario genere musicale. Il disco si apre con Angel Dance, una versione incalzante del brano dei Los Lobos, per continuare con il rock "drone" di Silver Rider e Monkey dei Low. Si prosegue con le armonie country-gospel stile anni cinquanta che trasformano il classico brano soul anni sessanta dei Kelly Brothers Falling In Love Again, e con la desolata interpretazione di Satan Your Kingdom Must Come Down con il banjo dominante. Si conclude con la ballata folk anglo-appalachiana Cindy, I'll Marry You Some Day e l'immaginario blues di CentralTwo-O-Nine.

## La voce e lo stile di canto
Lo stile vocale di Robert Plant ha rappresentato un punto di svolta nell'idea stessa del cantato rock, in particolare se comparato a quello di altri grandi cantanti dello stesso periodo come Mick Jagger, Roger Daltrey, Ian Gillan o John Lennon.
L'innovativa impostazione del suo canto, oscillante dal singulto dolce e soffuso a urla, viranti dal furore orgasmico o parossistico al lacerante strazio emotivo, lasciava appena intravedere la sua discendenza da alcuni classici modi del canto blues come lo screaming e lo hollering; non è difficile, in retrospettiva, osservare come con la sua voce da alto tenore Plant abbia materialmente introdotto il vocalizzo estremo quale elemento, oggi imprescindibile, dell'hard rock e dell'heavy metal, rendendosi così capostipite di quelli che dopo di lui sarebbero stati definiti come cantanti urlatori.
Molto del sound dei Led Zeppelin è dovuto al suo canto estremo e appassionato e alcune tra le sue più intense interpretazioni sono state immortalate in classici come Communication Breakdown, Immigrant Song, Dazed and Confused, Since I've Been Loving You e Whole Lotta Love; le sue sfrenate incursioni vocali, il suo aspetto selvaggio e le sue pose provocatorie e lascive diventarono uno dei principali riferimenti per tutti i cantanti rock che sarebbero venuti, influenzando in modo radicale cantanti leggendari come Steven Tyler degli Aerosmith, Axl Rose dei Guns N' Roses, Bon Scott e Brian Johnson degli AC/DC, Paul Stanley dei Kiss, Eddie Vedder dei Pearl Jam, Chris Cornell, Chris Robinson, Geddy Lee e Robin Zander.

## Influenze tematiche
Oltre allo stile di canto, Plant ha introdotto delle radicali innovazioni anche nell'ambito delle tecniche di scrittura dei testi e più in generale delle tematiche trattate, imponendo la sua intuizione di accostare testi oscuri e mistici, fortemente contaminati da tematiche esoteriche, filosofiche e spirituali ai classici stereotipi blues incentrati su strazi amorosi, donne crudeli, alcool ecc. cui i gruppi rock del periodo, non ultimi i Led Zeppelin attingevano a piene mani; grande spazio nei suoi testi trovarono anche personaggi e leggende tipiche della mitologia norrena, dando vita a scenari come quelli del brano Immigrant Song, con le sue urla di battaglia, i suoi riferimenti alle saghe vichinghe, al Valhalla e al Martello degli Dei.
Altri riferimenti in tal senso sono riscontrabili nell'oscura No Quarter, in Kashmir, in Achilles Last Stand e nella dolcissima The Rain Song, la quale contiene inoltre diverse allusioni a rituali e mistiche pagane.
Enorme fu l'influenza esercitata sul cantante dallo scrittore John Ronald Reuel Tolkien, le cui opere ispirarono un gran numero di suoi testi, specialmente nel primo periodo del gruppo: brani come Ramble On, The Battle of Evermore e Misty Mountain Hop, in particolare, contengono espliciti riferimenti a Il Signore degli Anelli.
Anche la mitologia gallese ha esercitato delle enormi influenze sulle tematiche di riferimento da cui Plant attinse per le sue liriche; la sua infanzia e adolescenza, d'altronde, si svolsero a Kidderminster, vicino al confine tra Inghilterra e Galles, e frequenti furono i suoi soggiorni tra le montagne della Snowdonia. Nel 1973 Plant acquistò in quelle zone una fattoria e iniziò a prendere lezioni di gallese al fine di approfondire i suoi studi della mitologia locale (in particolare per quanto riguarda il Libro nero di Carmarthen e il Libro di Taliesin); in generale, un gran numero di suoi testi, non ultimo quello di Stairway to Heaven, riflettono la sua visione mistica di quei luoghi.
La fusione, di cui i Led Zeppelin per primi si resero artefici, tra hard rock e tematiche epiche e mitologiche costituì ad ogni modo il punto di partenza di un'intera corrente attualmente comprendente migliaia di gruppi heavy ed epic metal, per lo più originari della Scandinavia.
La passione per la continua ricerca musicale e le sonorità esotiche spinse successivamente Plant ad avvicinarsi all'Africa, in particolare al Marocco, e più in generale alla musica del bacino del Mediterraneo; la fascinazione di tali umori e suggestioni, ampiamente condivisa anche da Jimmy Page, ha condizionato i Led Zeppelin a diversi livelli fino a trovare definitivo sbocco nel brano Kashmir del 1974.
Tale esperienza è stata largamente ripresa e ampliata durante la carriera solista di Plant (si veda su tutti l'album Dreamland del 2002) e anche in collaborazione con Jimmy Page nell'album No Quarter: Jimmy Page and Robert Plant Unledded del 1994, nei cui arrangiamenti trovò grande spazio un'intera orchestra di musicisti egiziani.
Uno dei punti più alti raggiunti dal cantante dal profilo lirico, oltre che interpretativo, è senz'altro riscontrabile nella celeberrima Stairway to Heaven, epica ballad rock facente parte del disco Led Zeppelin IV, la quale risulta essere a detta di molti la perfetta sintesi delle varie influenze del gruppo, viranti dal folk, blues, musica celtica e hard rock; il suo testo venne scritto quasi interamente di getto da Plant nel 1970 nella tenuta di campagna di Headley Grange, mentre ascoltava per la prima volta da Jimmy Page la melodia di chitarra che ne costituisce il tema.
Un'altra caratteristica peculiare di Plant, direttamente mutuata dalla classica tradizione blues, risiede nella sua spiccata attitudine all'improvvisazione del testo durante le esibizioni dal vivo, spesso inserendo intere strofe completamente inedite nelle versioni di studio; oltre a questo, grandissimo seguito ha ricevuto l'espediente vocale da lui ideato consistente nel produrre dei botta e risposta tanto suggestivi quanto laceranti con la chitarra di Jimmy Page durante i momenti di improvvisazione, spesso raggiungendo tonalità altissime: numerosi esempi in tal senso sono rinvenibili nei brani How Many More Times, Dazed and Confused, The Lemon Song e soprattutto nella chiusura del blues You Shook Me del 1969.
Questo espediente di call and response è divenuto immediatamente uno standard nella musica rock, un esempio del quale possono essere i Deep Purple nello storico live Made in Japan del 1973, tra il cantante Ian Gillan e il chitarrista Ritchie Blackmore.

## Discografia

### Led Zeppelin
| Anno | Album                            | Posizione | Posizione    | RIAA        |    |   |            |
| ---- | -------------------------------- | --------- | ------------ | ----------- | -- | - | ---------- |
| Anno | Album                            | 1969      | Led Zeppelin | RIAA        | 10 | 6 | 8× Platino |
| 1969 | Led Zeppelin II                  | 1         | 1            | 12× Platino |    |   |            |
| 1970 | Led Zeppelin III                 | 1         | 1            | 6× Platino  |    |   |            |
| 1971 | Led Zeppelin IV                  | 2         | 1            | 23× Platino |    |   |            |
| 1973 | Houses of the Holy               | 1         | 1            | 11× Platino |    |   |            |
| 1975 | Physical Graffiti                | 1         | 1            | 16× Platino |    |   |            |
| 1976 | Presence                         | 1         | 1            | 3× Platino  |    |   |            |
| 1976 | The Song Remains the Same (Live) | 2         | 1            | 4× Platino  |    |   |            |
| 1979 | In Through the Out Door          | 1         | 1            | 6× Platino  |    |   |            |
| 1982 | Coda                             | 6         | 4            | 1× Platino  |    |   |            |
| 1997 | BBC Sessions (Live)              | 12        | 23           | 2× Platino  |    |   |            |
| 2003 | How the West Was Won (Live)      | 1         | 5            | 1× Platino  |    |   |            |
| 2007 | Mothership (Raccolta)            | 7         | 4            | 3× Platino  |    |   |            |
| 2012 | Celebration Day (Live)           | 5         | 6            | 2× Oro      |    |   |            |

### Post-Zeppelin
| Anno | Album                                                                   | Posizione | Posizione          | RIAA       |   |   |         |
| ---- | ----------------------------------------------------------------------- | --------- | ------------------ | ---------- | - | - | ------- |
| Anno | Album                                                                   | 1982      | Pictures at Eleven | RIAA       | 5 | 2 | Platino |
| 1983 | The Principle of Moments                                                | 8         | 7                  | Platino    |   |   |         |
| 1984 | The Honeydrippers: Volume One (EP) (w/ Jimmy Page)                      | 4         | 56                 | Platino    |   |   |         |
| 1985 | Shaken 'n' Stirred                                                      | 20        | 19                 | Oro        |   |   |         |
| 1988 | Now and Zen                                                             | 6         | 10                 | 3× Platino |   |   |         |
| 1990 | Manic Nirvana                                                           | 13        | 15                 | Oro        |   |   |         |
| 1993 | Fate of Nations                                                         | 34        | 6                  | Oro        |   |   |         |
| 1994 | No Quarter: Jimmy Page and Robert Plant Unledded (Live) (w/ Jimmy Page) | 4         | 7                  | Platino    |   |   |         |
| 1998 | Walking into Clarksdale (w/ Jimmy Page)                                 | 8         | 3                  | Oro        |   |   |         |
| 2002 | Dreamland                                                               | 40        | 20                 | /          |   |   |         |
| 2003 | Sixty Six to Timbuktu (Raccolta)                                        | 134       | 27                 | /          |   |   |         |
| 2005 | Mighty ReArranger                                                       | 22        | 4                  | /          |   |   |         |
| 2006 | Nine Lives (Cofanetto)                                                  | /         | /                  | /          |   |   |         |
| 2007 | Raising Sand (w/ Alison Krauss)                                         | 2         | 2                  | Platino    |   |   |         |
| 2010 | Band of Joy (w/ Band of Joy)                                            | 5         | 3                  |            |   |   |         |
| 2014 | Lullaby and... The Ceaseless Roar                                       | 10        | 2                  |            |   |   |         |
| 2017 | Carry Fire                                                              |           |                    |            |   |   |         |
| 2021 | Raise the Roof (w/ Alison Krauss)                                       |           |                    |            |   |   |         |

- A Raising Sand ha raggiunto anche la numero 2 posizione nella classifica Top Country Albums di Billboard.

### Enciclopedie
- Alessandro Bonini, Emanuele Tamagnini, I Classici del Rock: i Protagonisti Che Hanno Contribuito a Rendere Immortale il Rock, Roma, Gremese editore, 2005, ISBN 978-88-8440-363-6.
- Federico Guglielmi, Cesare Rizzi, Grande Enciclopedia Rock, Firenze, Giunti editore, 2002, ISBN 88-09-02852-X.
- Riccardo Bertoncelli, Storia leggendaria della musica rock, Firenze, Giunti Editore, 1999,  p. 256, ISBN 88-09-01407-3.
- Cesare Rizzi, Enciclopedia della Musica Rock. 1970-1979, Firenze, Giunti editore, 1996, ISBN 978-88-09-21523-8.
- (EN) Robert Walser, Running with the Devil: power, gender, and madness in heavy metal music, Wesleyan University Press, 1993,  p. 193, ISBN 978-0-8195-6260-9.
- (EN) Colin Larkin, The Guinness Encyclopedia of Popular Music, Guinness, 1992,  p. 3295, ISBN 0-85112-939-0.

### Testi monografici
- (EN) Mick Wall, When Giants Walked the Earth: A Biography of Led Zeppelin, Londra, Orion Books, 2008, ISBN 978-0-7528-8877-4.
- (EN) Jon Bream, Whole Lotta Led Zeppelin: The Illustrated History of the Heaviest Band of All Time, Minneapolis, Voyageur Press, 2008, ISBN 0-7603-3507-9.
- (EN) Chris Welch, Led Zeppelin: Dazed and Confused: The Stories Behind Every Song, Londra, Thunder's Mouth Press, 2006, ISBN 1-56025-818-7.
- Stephen Davis, Hammer of the Gods: "Led Zeppelin" Unauthorised, Pan Books, 2005, ISBN 0-330-43859-X.
- (EN) Keith Shadwick, Led Zeppelin: The Story of a Band and Their Music 1968-1980, San Francisco, Backbeat Books, 2005, ISBN 0-87930-871-0.
- (EN) Chris Welch, Peter Grant: The Man Who Led Zeppelin, Londra, Omnibus Press, 2002, ISBN 0-7119-9195-2.
- (EN) Susan Fast, In the Houses of the Holy: Led Zeppelin and the Power of Rock Music, New York, Oxford University Press, 2001, ISBN 0-19-514723-5.
- (EN) Dave Lewis, Simon Pallett, Led Zeppelin: the concert file, Omnibus Press, 1997, ISBN 978-0-7119-5307-9.
- (EN) Ritchie Yorke, Led Zeppelin: the Definitive Biography, Novato, Underwood-Miller, 1993, ISBN 0-88733-177-7.
- Dave Lewis, Led Zeppelin - Anni di fuoco, Milano, Arcana Editrice, 1993, ISBN 88-7966-018-7.
- (EN) Richard Cole, Richard Trubo, Stairway to Heaven: Led Zeppelin Uncensored, New York, HarperCollins, 1992, ISBN 0-06-018323-3.
- (EN) Dave Lewis, Led Zeppelin: A Celebration, Londra, Omnibus Press, 1991, ISBN 0-7119-2416-3.
- Howard Mylett, Robert Plant: An Illustrated Biography, Cherry Lane, 1985, ISBN 978-0-7119-0618-1.
- Chris Welch, Power & Glory: Robert Plant & Jimmy Page, Londra, Zomba Books, 1985, ISBN 0-946391-74-2.
- AA. VV., Led Zeppelin, Milano, Arcana Editore, 1983, ISBN 88-85008-56-9.
- Paul Kendall, Led Zeppelin in their own words, Putnam Pub. Group, 1981, ISBN 978-0-399-41002-4.